# Дрила 2
Дрила 2 — (біл. вёска Дрыла 2), село (веска) в складі Логойського району, Мінська область, Білорусь, підпорядковане Октябрській сільській раді.
Село Дрила 2 розташоване в центральних районах Білорусі, у північній частині Мінської області.